# Milano-Modena 1935
La Milano-Modena 1935, ventiseiesima edizione della corsa, si svolse il 23 giugno 1935 su un percorso di 186 km con partenza a Rogoredo e arrivo a Modena. Fu vinta dall'italiano Learco Guerra, che completò il percorso in 4h25'00", alla media di 42,113 km/h, precedendo per distacco i connazionali Giuseppe Olmo e Renato Scorticati.
La prova, organizzata dall'U.C. Modenese, si tenne in un formato sperimentale: i primi 121,8 km fino a Parma si svolsero come una normale prova in linea, mentre il tratto da Parma a Modena fu corso da ciascun ciclista dietro motocicletta in maniera simile a quanto d'uso in importanti prove dell'epoca quali la Bordeaux-Parigi. Conclusero la prova tutti i 10 ciclisti al via.

## Percorso
Partita da Rogoredo, la corsa si avviò verso sud-est attraversando Lodi (km 26,9), Casalpusterlengo (km 45), Piacenza (km 62,8) e Fidenza (km 99,5) per giungere a Parma (km 121,8). A Parma ciascun corridore passò in scia alla motocicletta guidata dal proprio allenatore per completare "dietro motori" il tratto che, transitando da San Prospero, Sant'Ilario e Reggio Emilia (km 149), portava la corsa a Modena. Sede dell'ultima parte di gara fu il velodromo di Piazza d'Armi, nel capoluogo modenese: qui i ciclisti dovettero affrontare, sempre dietro motori, 10 giri di pista (9,6 km) prima del traguardo finale.

## Ordine d'arrivo
| Pos. | Corridore            | Squadra | Tempo    |
| ---- | -------------------- | ------- | -------- |
| 1    | Learco Guerra        | Maino   | 4h25'00" |
| 2    | Giuseppe Olmo        | Bianchi | a 3'02"  |
| 3    | Renato Scorticati    | -       | a 4'14"  |
| 4    | Aldo Bini            | Maino   | a 7'00"  |
| 5    | Costante Girardengo  | Maino   | a 8'03"  |
| 6    | Armando Zucchini     | -       | a 9'06"  |
| 7    | Nino Borsari         | -       | a 11'00" |
| 8    | Nino Medri           | -       | a 13'10" |
| 9    | Ezio Maggioni        | -       | a 17'10" |
| 10   | Giuseppe Dall'Argine | -       | a 22'00" |